# Stulen kärlek
Stulen kärlek är en svensk buskis-fars av Krister Claesson. Den hade premiär på Lisebergsteatern i Göteborg under hösten 2004, där den gick i 120 slutsålda föreställningar och sågs av 75 000 personer.
I den ursprungliga rollbesättningan uppträdde Mikael Riesebeck, Annika Andersson, Dag Malmberg, Ulf Dohlsten, Thomas Hedengran och revy-veteranen Laila Westersund som gjorde comeback efter några års uppehåll från scenen.
Under hösten 2005 fortsatte farsen på Intiman i Stockholm och under vår-vintern 2007 gick den ut på turné i landet. Dag Malmberg och Annika Andersson ersattes av Bertram Heribertson och Sanna Ekman i några föreställningar.
År 2019 fick pjäsen nypremiär på Vallarnas friluftsteater. Mikael Riesebeck upprepade sin roll som inbrottstjuven Bosse Bengtsson.

## Handling
Den godhjärtade och naive inbrottstjuven Bosse Bengtsson bryter sig in hos paret Berit och Evald Eriksson Blom för att stjäla en mycket värdefull staty.
Väl på plats, inne i huset, visar det sig att paret inte bara är hemma, utan där finns även försäkringsmannen och amatörpsykologen Jerker Sjövander, vilken har kommit för att värdera statyn.
Samtidigt håller det äldre paret Eva och Adam Persson på att flytta in i grannhuset, men flyttbilen dröjer och det är kallt, så även de kommer in till paret Eriksson Blom.

## Rollista
| Dag Malmberg     | – Evald Eriksson Blom |
| Annika Andersson | – Berit Eriksson Blom |
| Mikael Riesebeck | – Bosse Bengtsson     |
| Ulf Dohlsten     | – Jerker Sjövander    |
| Thomas Hedengran | – Adam Persson        |
| Laila Westersund | – Eva Persson         |